# Escudo capoverdiano
L'escudo capoverdiano è la valuta ufficiale delle isole di Capo Verde dal 1975. Il suo codice ISO è CVE.
Dal 5 luglio 1998 vige un regime di cambio fisso con la moneta del Portogallo (pertanto con l'euro dal 1999) al tasso di 110,262 scudi per euro ossia un po' meno di un centesimo d'euro per scudo.

## Storia
L'escudo diventò la valuta del Capo verde nel 1914. Sostituiva il real con un tasso di 1000 réis = 1 escudo. Fino al 1930, Capo Verde usò monete portoghesi, anche se esistevano banconote emesse dal Banco Nacional Ultramarino specificamente per Capo Verde dal 1865.
Fino all'indipendenza nel 1976 l'escudo capoverdiano aveva lo stesso valore dell'escudo portoghese. In seguito fu deprezzato arrivando al 30 per cento nel 1977-1978 e di un altro 40 per cento nel periodo 1982-1984. In seguito mantenne un rapporto stabile rispetto alla moneta portoghese.
A metà del 1998 ci fu un accordo con il Portogallo che fissò il rapporto di 1 PTE = 0,55 CVE o circa 1 CVE = 1,8182 PTE.
Dalla sostituzione dello scudo portoghese con l'euro, l'escudo capoverdiano ha un rapporto fisso con l'euro pari a 1 EUR = 110,265 CVE. Questo rapporto è sostenuto dal governo portoghese.

## Monete
Le monete hanno taglio da 1 a 100 scudi. Ci sono 2 modelli di moneta da cento scudi, circolare (denominata "Papa") e a dieci lati.

## Banconote
Le banconote hanno valori da 200, 500, 1000, 2000 e 5000 escudo.